# Robert B. Flowers

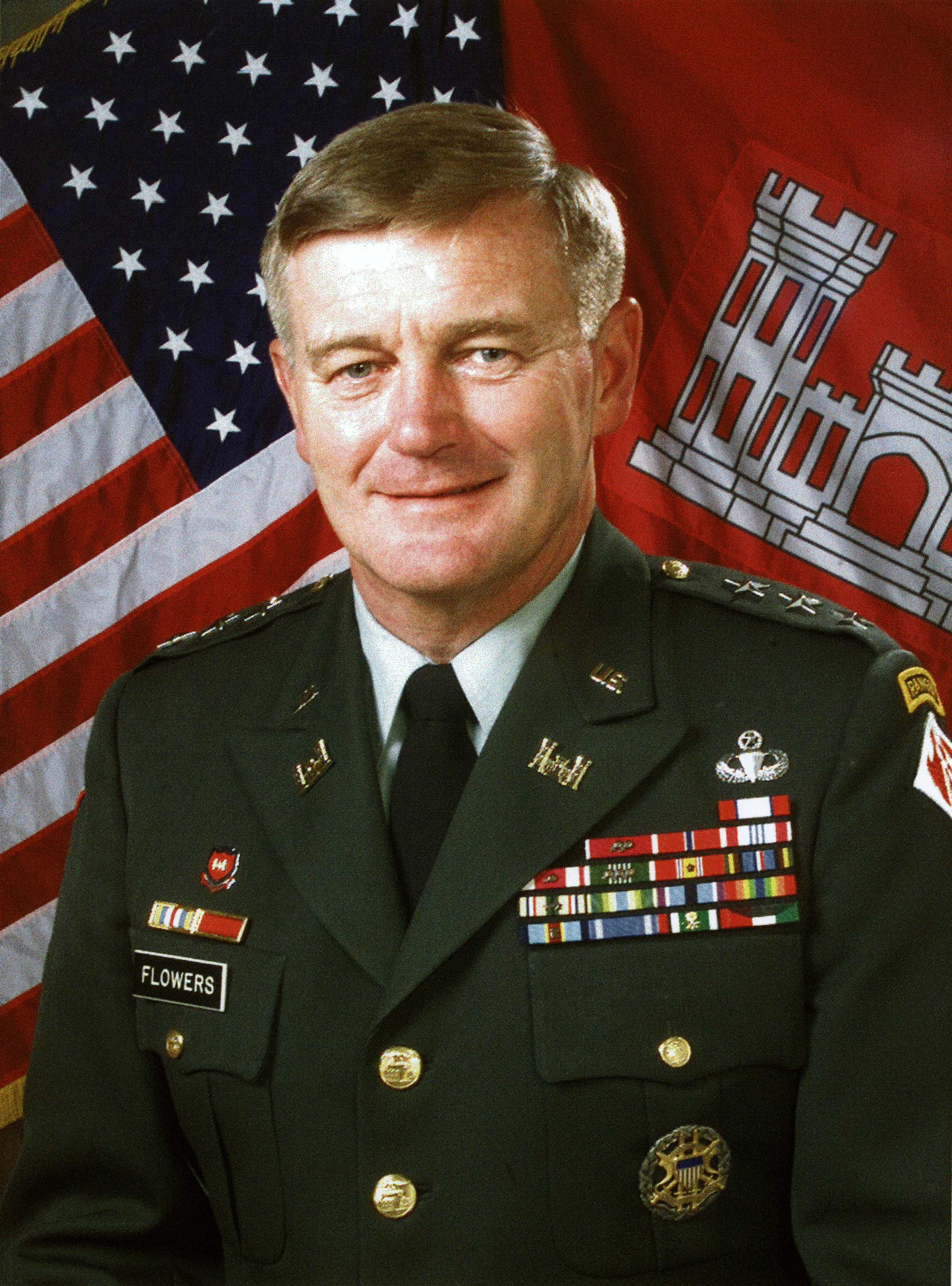
Robert B. Flowers

Robert B. Flowers (* 9. Juli 1947 in Pennsylvania) ist ein pensionierter Generalleutnant der United States Army. Er war unter anderem Kommandeur des United States Army Corps of Engineers.
Robert Flowers ist der Sohn eines amerikanischen Militärangehörigen. Durch dessen viele berufsbedingten Versetzungen auf verschiedene Militärstandorte in den und außerhalb der Vereinigten Staaten wuchs der Sohn an den jeweiligen Standorten auf, wo er auch die dortigen Schulen besuchte. Über das ROTC-Programm des Virginia Military Institutes gelangte er im Jahr 1969 in das Offizierskorps des US-Heeres. Dort wurde er als Leutnant den Pionieren (Engineers) zugeteilt. In der Armee durchlief er anschließend alle Offiziersränge vom Leutnant bis zum Drei-Sterne-General.
Im Lauf seiner militärischen Karriere absolvierte Flowers verschiedene Kurse und Schulungen. Dazu gehörten ein Studium an der University of Virginia, das Command and General Staff College und das National War College. Außerdem absolvierte er eine Fallschirmspringerausbildung.
In seinen jüngeren Jahren absolvierte er den für Offiziere in den niederen Rangstufen üblichen Dienst in verschiedenen Einheiten und Standorten. Zwischenzeitlich wurde er auch als Stabsoffizier eingesetzt. Als Engineer (Pionier) gehörten der Hochwasserschutz, der Ausbau von Hafenanlagen und deren militärischer Verteidigung, Flussregulierungen sowie der Bau von Schleusen und Stauwerken, Straßen und Flugplätzen zu seinem Aufgabenbereich.
Flowers war unter anderem in Deutschland stationiert, wo er eine Pionierkompanie befehligte. Außerdem war er von 1985 bis 1987 Kommandeur des 307. Pionierbataillons, das zur 82. Luftlandedivision gehörte. Anschließend gehörte er bis 1990 der Counter-narcotics Operations Division im Generalstab in Washington, D.C. an. Von 1990 bis 1992 kommandierte Flowers die 20. Engineer-Brigade des XVIII. Luftlandekorps, mit der er auch im Zweiten Golfkrieg eingesetzt war. Danach war er von 1993 bis 1995 stellvertretender Kommandeur des United States Army Engineering Centers in Fort Leonard Wood und der dortigen Garnison einschließlich der Engineer School. Später kehrte er als Kommandeur nach Fort Leonard Wood zurück.
Anschließend wurde er nach Südkorea versetzt, wo er Stabsoffizier bei der 2. Infanteriedivision war. Im Jahr 1996 wurde er nach Bosnien beordert, wo er dem Stab der dortigen Pioniere unter dem Kommando von USAREUR angehörte. Zwischenzeitlich gehörte er auch einer Einsatzgruppe (Joint Task Force) in Somalia an. Danach kommandierte er die Mississippi Valley Division des Engineer Corps. Gleichzeitig wurde er 1997 zum Präsidenten der Mississippi River Commission ernannt. Wenige Monate später erhielt er das Kommando über das United States Army Engineering Center in Fort Leonard Wood und die dortige Garnison einschließlich der Engineer School. Dieses Kommando bekleidete er zwischen 1997 und 2000.
Im Oktober 2000 erhielt Robert Flowers das Kommando über das gesamte Corps of Engineers. Damit war er der ranghöchste Offizier im Pionierwesen (Engineers) des US-Heeres. Dieses Amt übte er bis zum Juli 2004 aus.
Seit seiner Pensionierung arbeitet er als Berater für die in Washington, D.C. ansässige Firma Dawson & Associates.

## Orden und Auszeichnungen
Robert B. Flowers erhielt im Lauf seiner militärischen Laufbahn unter anderem folgende Auszeichnungen:
- Army Distinguished Service Medal
- Legion of Merit
- Bronze Star Medal
- Defense Meritorious Service Medal
- Meritorious Service Medal
- Army Commendation Medal